# Rouen Hockey Élite 76
Die Dragons de Rouen (offiziell Rouen Hockey Élite 76) sind ein französischer Eishockeyclub der Stadt Rouen in der Normandie, der am 22. Oktober 1978 unter dem Namen Rouen Hockey Club gegründet wurde und seit 1985 in der höchsten französischen Spielklasse, der Ligue Magnus, aktiv ist. Die Dragons tragen ihre Heimspiele in der 2.747 Zuschauer fassenden Île Lacroix aus. Sie gehören mit 15 Meisterschaften und sechs Pokalsiegen zu den erfolgreichsten französischen Teams überhaupt und sind aktuell – nach dem HC Amiens Somme – das am längsten in der höchsten Spielklasse vertretene Team.
Die zweite Mannschaft Rouens spielt seit 2008 in der drittklassigen Division 2.

## Geschichte
Der Klub wurde am 22. Oktober 1978 unter dem Namen Rouen Hockey Club gegründet und schaffte bereits im Frühjahr 1985 durch die Meisterschaft in der zweitklassigen Division 1 den Sprung in die höchste Spielklasse, die damals unter dem Namen Nationale 1A firmierte.
Bereits in der fünften Saison – im Spieljahr 1989/90 – feierte der Klub seine erste Meisterschaft, und nur ein Jahr später folgte eine Vizemeisterschaft. Zwischen 1992 und 1995 gewann das Team aus der Normandie vier weitere Meistertitel sowie 1996 erneut die Vizemeisterschaft, ehe eine längere Durststrecke folgte. Erst im Jahr 2001 folgte mit der sechsten Meisterschaft der nächste nationale Titel. In der Folge gewannen fünf weitere Meistertitel, vier Coupe-de-France-Siege, zwei Coupe-de-la-Ligue-Siege und der Gewinn der Trophée des Champions hinzu. Am 15. Januar 2012 errangen die Dragons als erstes französisches Team einen Eishockey-Europapokal, als sie mit dem Heimvorteil im Rücken den IIHF Continental Cup der Saison 2011/12 gewannen. 2014 konnte die Mannschaft zwar die Hauptrunde der Ligue Magnus für sich entscheiden, schied dann aber im Playoff-Halbfinale gegen den Vorrundenvierten, die Association des Sports de Glisse d’Angers, aus.
Die zweite Mannschaft Rouens spielt seit 2008 in der drittklassigen Division 2, nachdem sie in der Saison 2007/08 Meister der Division 3 wurde.

## Erfolge
Mit über 20 nationalen wie auch internationalen Titeln gehören die Dragons de Rouen zu den erfolgreichsten europäischen Klubmannschaften überhaupt.
| - Französische Meisterschaft - Meister (15): 1990, 1992, 1993, 1994, 1995, 2001, 2003, 2006, 2008, 2010, 2011, 2012, 2013, 2016, 2018, 2024 - Vizemeister (2): 1991, 1996 - Meister der Division 1 (1): 1985 - Meister der Division 3 (1): 2008 - Coupe de France - Pokalsieger (6): 2002, 2004, 2005, 2011, 2015, 2016 - Finalist (3): 2000, 2008, 2010 - Coupe de la Ligue - Pokalsieger (4): 2008, 2010, 2013, 2014 - Finalist (1): 2007 | - Trophée des Champions - Sieger (1): 2010 - Finalist (1): 2008 - IIHF Continental Cup - Sieger (2): 2012, 2016 - Super-Final-Teilnehmer (3): 2004, 2009, 2011 - Six Nations Tournament - Meister (1): 1996 - Vizemeister (1): 1994 |

## Stadion

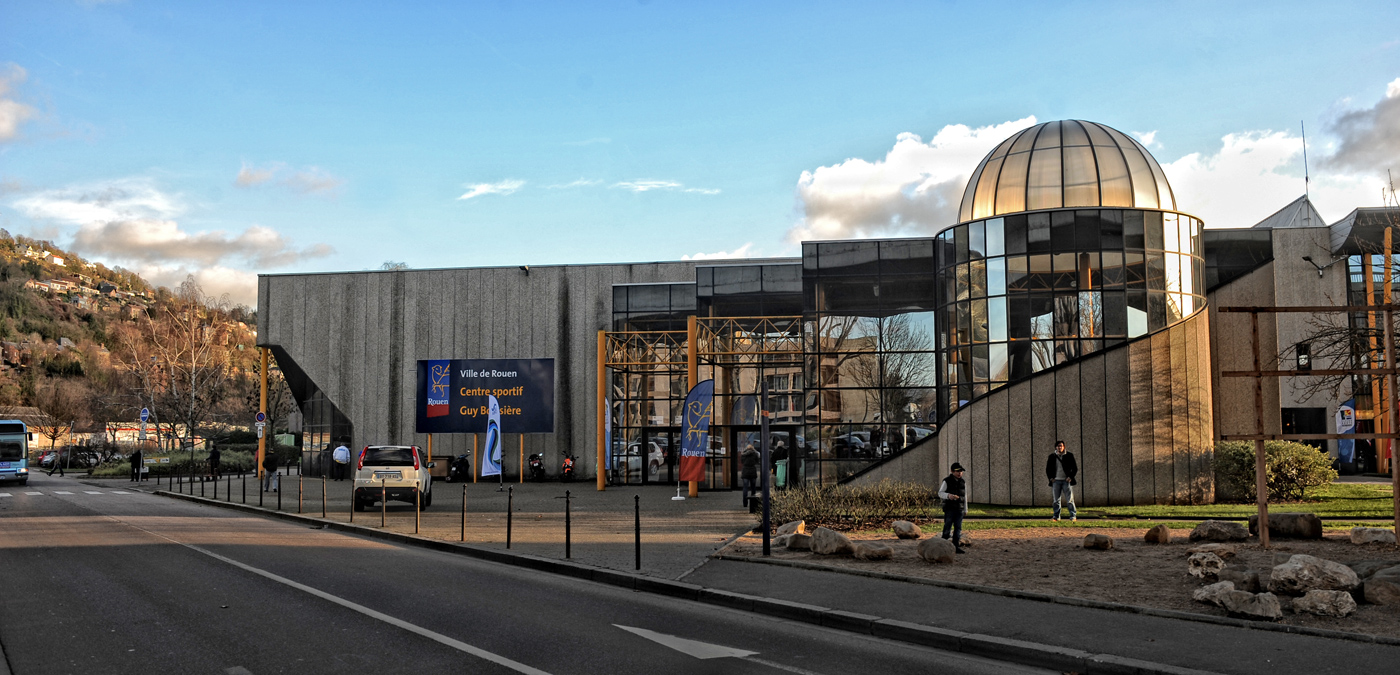
Île Lacroix

Die Heimstätte der Dragons ist die Eishalle Île Lacroix (Patinoire Guy Boissière) mit einem Fassungsvermögen von 2.747 Zuschauern. Sie war Austragungsort der Finalspiele um den IIHF Continental Cup in den Jahren 2009 und 2012.

## Bekannte Spieler
- Pierre-Édouard Bellemare
- Guillaume Besse
- Daniel Carlsson
- Allan Carriou
- Julien Desrosiers
- Éric Doucet
- Patrice Fleutot
- Guy Fournier
- Larry Huras
- Kari Jalonen
- Benoît Laporte
- Fabrice Lhenry
- Pierrick Maïa
- Carl Mallette
- Antonin Manavian
- Franck Pajonkowski
- Denis Perez
- Eric Pinard
- Serge Poudrier
- Antoine Roussel
- Marc-André Thinel
- Claude Verret
- Darcy Werenka
- Steven Woodburn
- Petri Ylönen